# Česko na Zimních paralympijských hrách 1994
Česko na Zimních paralympijských hrách 1994 reprezentovalo 6 mužů. Závodili v alpském lyžování, biatlonu a běžeckém lyžování.
Česká výprava získala 1 bronzovou medaili a umístila se na děleném 17. místě v pořadí národů.

## Medaile
| Medaile | Sportovec       | Sport           | Disciplína | Kategorie |
| ------- | --------------- | --------------- | ---------- | --------- |
| bronz   | Stanislav Loska | alpské lyžování | slalom     | LW6/8     |

## Sportovci
alpské lyžování
- Karel Barinka
- Petr Cabadaj
- Stanislav Loska
- Michal Stark
- Vlatislav Urban

biatlon, běžecké lyžování
- Marek Šimíček

## Alpské lyžování
Muži
| Jméno           | Disciplína                    | Výsledek | Výsledek |
| Jméno           | Disciplína                    | Čas      | Pořadí   |
| --------------- | ----------------------------- | -------- | -------- |
| Stanislav Loska | Mužský sjezd LW6/8            | DNF      | DNF      |
| Stanislav Loska | Mužský superobří slalom LW6/8 | 1:20.13  | 11       |
| Stanislav Loska | Mužský obří slalom LW6/8      | 2:19.47  | 7        |
| Stanislav Loska | Mužský slalom LW6/8           | 1:22.38  |          |
| Petr Cabadaj    | Mužský sjezd LW5/7            | 1:23.57  | 6        |
| Petr Cabadaj    | Mužský superobří slalom LW5/7 | 1:26.14  | 6        |
| Petr Cabadaj    | Mužský obří slalom LW5/7      | 2:39.17  | 7        |
| Petr Cabadaj    | Mužský slalom LW9             | DNF      | DNF      |
| Vladislav Urban | Mužský sjezd LW6/8            | 1:25.11  | 15       |
| Vladislav Urban | Mužský superobří slalom LW6/8 | 1:21.49  | 16       |
| Vladislav Urban | Mužský obří slalom LW6/8      | 2:32.98  | 18       |
| Vladislav Urban | Mužský slalom LW6/8           | 1:31.89  | 7        |
| Karel Bařinka   | Mužský sjezd LW4              | 1:24.32  | 8        |
| Karel Bařinka   | Mužský superobří slalom LW4   | 1:23.73  | 10       |
| Karel Bařinka   | Mužský obří slalom LW4        | 2:39.44  | 9        |
| Karel Bařinka   | Mužský slalom LW4             | DNF      | DNF      |
| Michal Stark    | Mužský sjezd LW2              | DNS      | DNS      |
| Michal Stark    | Mužský superobří slalom LW2   | 1:34.49  | 23       |
| Michal Stark    | Mužský obří slalom LW2        | 2:51.73  | 17       |
| Michal Stark    | Mužský slalom LW2             | DSQ      | DSQ      |

## Biatlon
Muži
| Jméno         | Disciplína     | Výsledek | Výsledek |
| Jméno         | Disciplína     | Čas      | Pořadí   |
| ------------- | -------------- | -------- | -------- |
| Marek Šimíček | Muži 7,5 km B1 | 29:47.8  | 6        |

## Běžecké lyžování
Muži
| Jméno         | Disciplína             | Výsledek  | Výsledek |
| Jméno         | Disciplína             | Čas       | Pořadí   |
| ------------- | ---------------------- | --------- | -------- |
| Marek Šimíček | Muži 20 km klasicky B1 | 1:05:11.0 | 14       |
| Marek Šimíček | Muži 10 km volně B1    | 27:38.10  | 10       |
| Marek Šimíček | Muži 5 km klasicky B1  | 16:20.70  | 12       |